# Харламов, Вячеслав Александрович
Вячеслав Харламов (род. 29 августа 1972, Москва) — футбольный арбитр, в прошлом футболист. Выступал на позиции нападающего. Воспитанник СДЮШОР ЦСКА. Судейскую карьеру начал в 1994 году. Матчи высшего дивизиона до 2008 года не судил. Арбитр региональной категории. В 2007 году вошёл в тройку лучших арбитров первого дивизиона.
В апреле 2014 в связи с низкой квалификацией был отстранён от судейства и завершил карьеру.